# Ácido beénico
O ácido beénico ou ácido docosanoico é o ácido graxo saturado com 22 carbonos de cadeia linear, de fórmula química C21H43COOH. A sua aparência é um cristal ou pó de cor branca ou cremosa. Seu ponto de fusão é 74-78°C e o seu ponto de ebulição é 306°C.
Ele é o principal componente, com 9%, do óleo de Ben, que é extraído das sementes da acácia-branca (Moringa oleifera). O nome beénico vem do décimo primeiro mês do calendário iraniano, Bamã, quando ocorre a colheita das raízes desta árvore.
O ácido beénico também está presente em outros óleos vegetais, inclusive óleo de colza (canola), óleo de amendoim e a pele do amendoim. Estima-se que uma tonelada  contenha 6 kg de ácido beénico. A aplicação comercial do ácido é dar a condicionadores e hidratantes de cabelo propriedades alisantes. 
Na dieta, o ácido beénico tem fraca absorção. Apesar de ser pouco disponível biologicamente, quando comparado com o ácido oleico, o ácido beénico é responsável pelo aumento no colesterol em humanos.
A redução do ácido beénico gera o álcool beénico.

## Referências

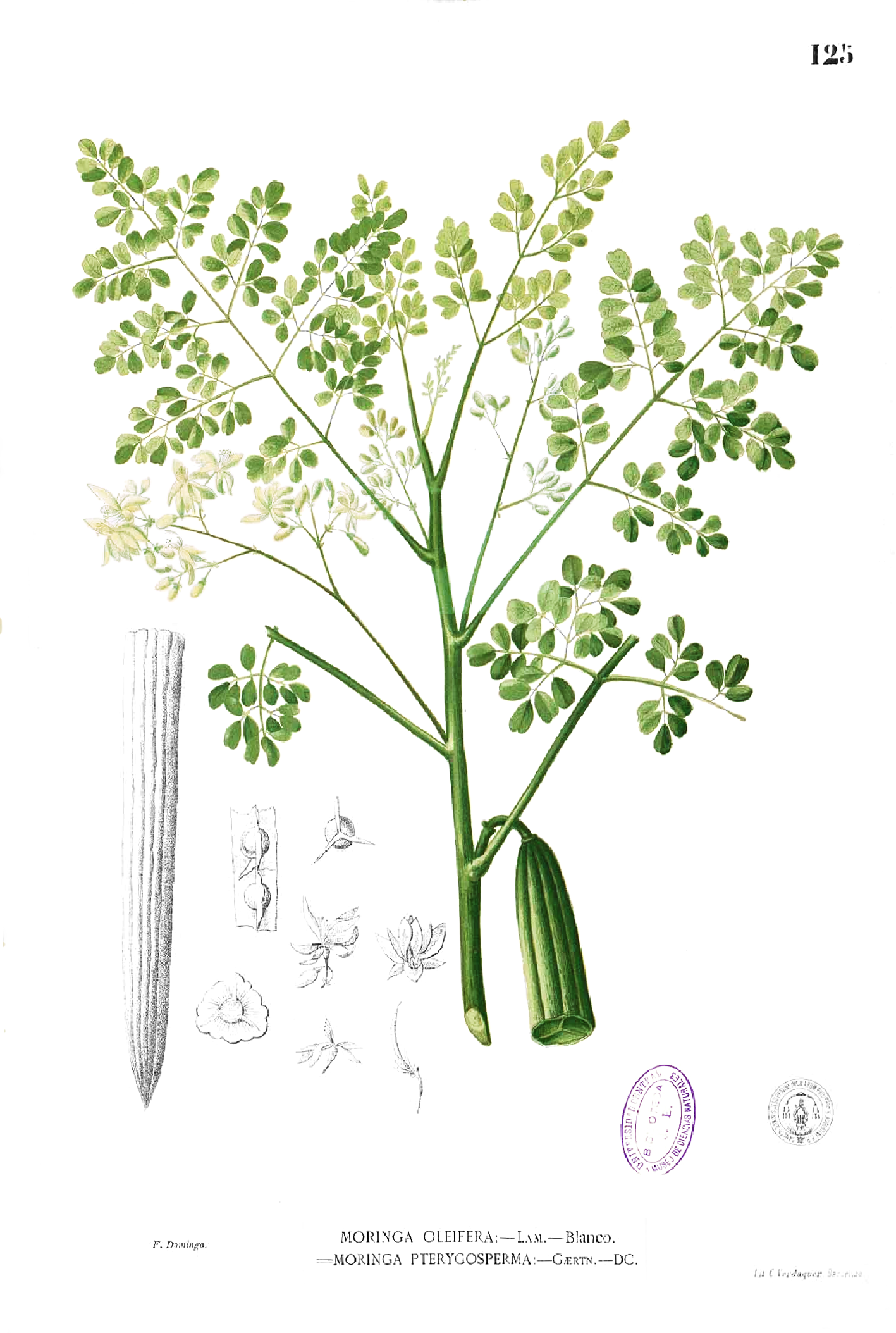
Behenic acid comes from the ben oil tree, Moringa oleifera